# Hivingen

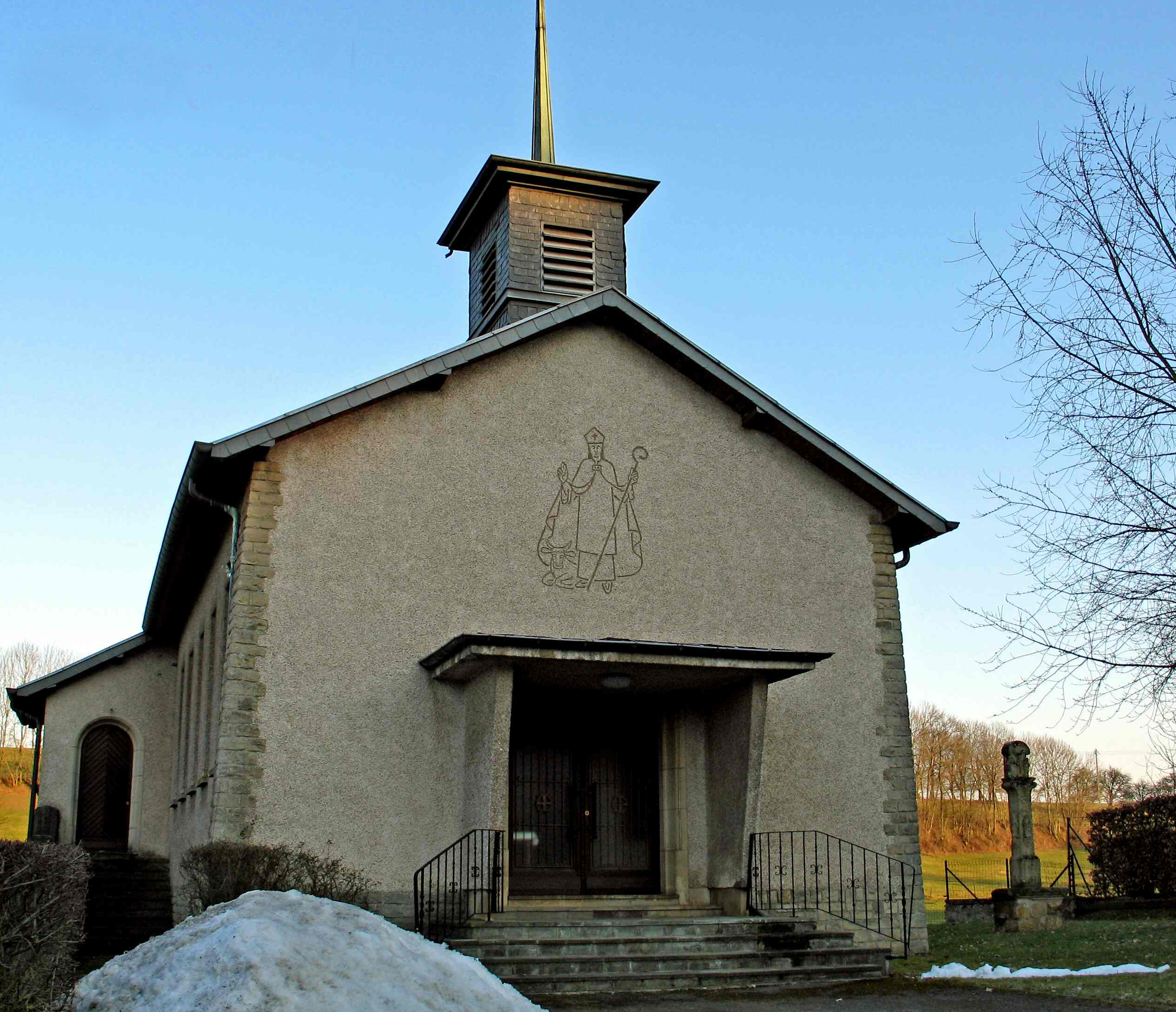
Kapelle von Hivingen

Hivingen (luxemburgisch Héiwengⓘ; französisch Hivange) ist ein Ortsteil der luxemburgischen Gemeinde Garnich.

## Geografie
Hivingen liegt auf einer Höhe von etwa 350 m etwa zwei Kilometer südöstlich des Hauptortes an der Kreuzung der Kommunalstraßen C.R. 106 und C.R. 101. In unmittelbarer Umgebung liegen die Orte Kahler (3 km im Norden), Dahlem (1 km im Südosten) und Fingig (1,5 km im Westen).

## Geschichte
Ende des 18. Jahrhunderts hatte der Ort 10 Häuser und gehörte zur Pfarrei in Garnich. Die Kapelle des Ortes, ehemals mit einer Kaplanstelle besetzt, wurde 1833 errichtet.